# Garching-Forschungszentrum (métro de Munich)
Garching-Forschungszentrum (en allemand : U-Bahnhof Garching-Forschungszentrum) est une station terminus de la ligne U6 du métro de Munich. Elle est située dans le campus de Garching, un quartier de la ville périphérique de Garching bei München.

## Situation sur le réseau

Plan du métro (2020).

Établie en souterrain, la station Garching-Forschungszentrum est située sur la ligne U6 du métro de Munich dont elle est le terminus nord, avant la station Garching, en direction de Klinikum Großhadern

## Histoire
À l'issue du prolongement de la ligne U6 quand le terminus est alors Garching-Hochbrück, la station entre en service le 14 octobre 2006.
Les parois arrière du rail de la station sont revêtues de miroirs auxquels 26 panneaux sont attachés, représentant des inventions importantes de personnages célèbres en référence à Munich, tels qu'Albert Einstein, Rudolf Diesel et Max Planck. Pour cette raison, il n'y a pas de bande de ligne ici, le nom de la station n'est écrit que sur les panneaux sur le quai. Les 26 panneaux sont jaune melon, bleu et vert et mesurent environ 8 m sur trois. Elles sont la conception de l'agence de design munichoise Haak & Nakat. L'hommage de Claudius Dornier et Willy Messerschmitt a suscité une controverse à l'approche de l'ouverture, car tous deux ont utilisé des prisonniers des camps de concentration dans leurs travaux pendant la Seconde Guerre mondiale.
La plate-forme est aménagée avec des dalles de granit et éclairée par dix lustres, chacun avec douze lampes disposées en forme d'étoile. Le plafond est en béton, dans lequel un relief en forme de vague est fraisé. Les escaliers sont chacun recouverts d'une structure en béton vert accessible par l'arrière. À l'escalier du milieu, deux trous dans le plafond laissent la lumière du jour pénétrer dans la station.

## Services aux voyageurs

### Accès et accueil
La station est à environ 7 mètres sous la surface et dispose d'une plate-forme centrale à partir de laquelle trois escaliers mènent directement à la surface sans mezzanine. Celui du milieu est équipé d'un ascenseur, tandis qu'un escalator est installé à côté des escaliers aux deux sorties aux extrémités de la plate-forme.
Derrière la gare, il n'y a pas de parking, comme souvent pour les stations terminales, mais seulement quelques mètres de voie qui sert de voie de glissement. Comme il n'est pas possible de faire demi-tour derrière la stations, les trains s'arrêtent généralement au quai 2 après leur arrivée jusqu'au retour.

### Intermodalité
La ligne de métro U6, dont le dernier arrêt est la station, dessert l'arrêt toutes les 10 minutes en semaine, chaque matin et soir et toutes les 20 minutes le week-end.
La ligne de bus 230, qui traverse Garching et relie la ville d'Ismaning sur l'autre rive de l'Isar au centre de recherche, la ligne de bus 292, qui mène par Garching et Garching-Hochbrück à Oberschleißheim et la ligne de bus 690, qui continue vers le nord à Neufahrn bei Freising et Eching.
Il y a aussi un parc relais à proximité de la gare.

## À proximité
La station de métro se situe sous un espace vert à côté de la Boltzmannstrasse, l'axe central nord-sud du centre de recherche, qui comprend le bâtiment de la faculté de l'université technique de Munich, les instituts de la société Max-Planck, l'Atomei et d'autres installations de recherche et d'enseignement.